# 六盘水月照机场

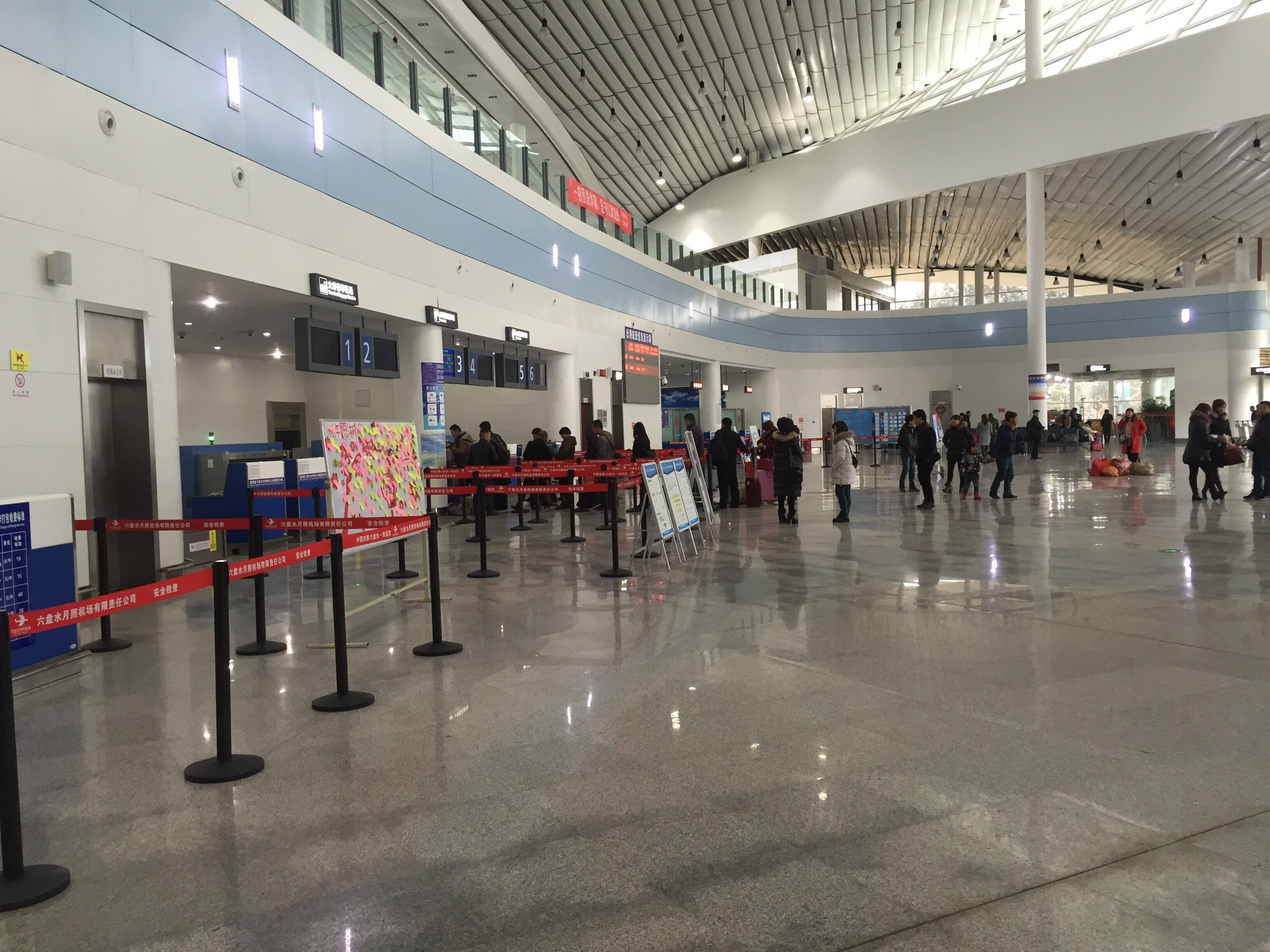
六盘水月照机场内部

六盘水月照機場是中國貴州省六盘水市的一個4C級民用機場，位於六盘水市钟山区月照乡大坝村与水城县董地乡大窑村的交界处。
机场總投資12.7億元人民幣，按照2020年机场旅客吞吐量25万人次，货邮吞吐量1250吨，飞机起降量3500架次设计，共建有长2800米、宽45米的跑道和8342平方米航站楼，机场飞行区等级4C。
六盘水月照机场为国内支线机场中挖填土石方量最大（5968万立方米），填方高度最高（最大高差163米，最大填深85米），地质条件最复杂（包括九黄机场、攀枝花机场的所有地质灾害），施工条件最艰难（炭质泥岩、煤层、粉砂质泥岩等填料）的机场之一。
2014年11月28日，机场正式通航，首航由中国南方航空执飞贵阳—六盘水航线。

## 建设历史
2008年4月，机场建设工程啟動。
2009年，机场完成選址，并获得国家发改委批准立项。
2011年9月26日，土石方工程开工。
2012年2月27日，机场正式开工。
2014年8月29日，机场顺利通过竣工验收。
2014年9月24日，机场成功试飞。

## 航空公司与航点
2025年夏秋航季（3月30日至10月25日），开通运营航线3条，通航城市3个。
| 航空公司     | 目的地     |
| ------------ | ---------- |
| 中国国际航空 | 北京/首都  |
| 湖南航空     | 深圳、南京 |